# Дезертир (фильм, 1912)
«Дезертир» (англ. The Deserter) — американский короткометражный драматический фильм Томаса Инса.

## Сюжет
Фильм рассказывает о солдате-дезертире, встречающего обоз поселенцев. Вдруг они сталкиваются с индейцами и он решает вернуться на армейский пост.

## В ролях
| Актёр           | Роль     |
| --------------- | -------- |
| Фрэнсис Форд    | дезертир |
| Уильям Клиффорд | капитан  |
| Дж. Барни Шерри |          |
| Лиллиэн Кристи  |          |
| Этель Грандин   |          |
| Харольд Локвуд  |          |
| Рэй Майерс      |          |
| Винни Болдуин   |          |
| Клиффорд Смит   |          |